# Radio Kiss
Rádio Kiss je nadregionální česká rozhlasová stanice, která vznikla v květnu 2017 sloučením regionálních studií Kiss98, Kiss Hády, Kiss Morava, Kiss Publikum, Kiss Jižní Čechy, Kiss Proton a Kiss Delta. Stanice patří do mediální skupiny Radio United Broadcasting. Zaměřuje se na posluchače ve věku 25–40 let v hudebním formátu Adult contemporary. 
Historie regionálních studií Kiss rádií sahá do 90. let dvacátého století. V květnu 2017 vznikl centrální program s odpojováním pro regionální pořady, kulturní servis, regionální zpravodajství, nebo předpověď počasí. Hlavní slogan rádia zní nově „Be happy!“ a hudební pak „To nejlepší od 90. let“. 
Dne 4. února 2025 vstoupila stanice do nově vzniklé celoplošné digitální DAB+ sítě B coby dalšího distribučního kanálu pro audio program vedle stávajícího FM. 

## Moderátoři

### Aktuální moderátoři
- Roman Anděl

- Michaela Dinhová
- Patrik Peltan
- Tomáš Morávek
- Michal Kavalčík
- DJ Basslicker
- Radek Hrdina
- Sonia Edde
- Vendy Wronka (dříve Fialová)
- Magda Wronková
- Vojta Sklenář
- Katka Brzobohatá
- Lenka Chlupáčová
- Kuba Krabáč
- Lukáš Bláha
- Martin Hovorka
- Víťa Lesák
- Honza Průcha
- Martin Hájek
- Luděk Savana Urbánek
- Katka Čepelíková
- Simona Míková

- Tereza Jandová
- Blanka Holoubková
- Lucie Sinková

### Bývalí moderátoři
- Jiří Růžička
- Jarda Košatka a Coco Jambo (Kiss Jižní Čechy)
- Míra Hejda (Kiss Proton)
- Zbyněk Janíček (Kiss Proton)
- Olda Gbelec (Kiss Morava)
- Monika Sztefková (Kiss Morava)
- Igor Doležal (Kiss Publikum)
- Vlastimil Macík (Kiss Publikum)
- Ondra Blažmenn Blaho (Kiss Hády)
- Jiří Vondra
- Petr Vojnar
- Monika Dudová
- David Račák
- Adéla Jirkalová (Kiss Jížní Čechy)
- Nikol Šedinová
- Michal Místy
- Vláďa Jaroš
- Jirka Horvát
- Petr Filip

## Program
| Čas                                 | Název                                         | Moderátor                                                                    |
| ----------------------------------- | --------------------------------------------- | ---------------------------------------------------------------------------- |
| 0:00 – 6:00                         | Noční Jukebox                                 | Katka Brzobohatá, Kuba Krabáč, Patrik Peltan, Lukáš Bláha a Lenka Chlupáčová |
| 6:00 – 10:00                        | Ranní Kiss                                    | Roman Anděl, Patrik Peltan a Michaela Dinhová                                |
| 10:00 – 14:00                       | Michal Kavalčík (Do-Polední Kiss)             | Michal Kavalčík                                                              |
| 14:00 – 18:00                       | Odpolední Jump                                | Radek Hrdina, Sonia Edde                                                     |
| 18:00 – 22:00                       | Pondělí až čtvrtek: Jukebox                   | Vojta Sklenář                                                                |
| 18:00 – 22:00                       | Pátek: 90s PARTY                              | Martin Hovorka                                                               |
| 21:00 – 22:00                       | Středa: Kissparáda                            | Dj Basslicker (Vašek Votava)                                                 |
| 22:00 – 23:00                       | Středa: Trance Party                          | Dj Basslicker (Vašek Votava) a Michal Kavalčík každou první středu v měsíci  |
| 22:00 – 0:00 (středa: 23:00 – 0:00) | Pondělí až čtvrtek: Best Of                   | Vojta Sklenář                                                                |
| 22:00 – 0:00                        | Jeden čtvrtek v měsíci: Noční Show Radia Kiss | Sonia Edde                                                                   |

| Čas           | noční hlídač od soboty do neděle | Moderátor                                                              |
| ------------- | -------------------------------- | ---------------------------------------------------------------------- |
| 7:00 – 19:00  | Kiss Aktiv Víkend                | Martin Hovorka (7:00 – 13:00), Honza Průcha/Víťa Lesák (13:00 – 19:00) |
| 19:00 – 20:00 | Neděle: Kissparáda               | Dj Basslicker (Vašek Votava)                                           |
| 19:00 – 23:00 | Sobota: Horečka Sobotní Noci     | Dj Basslicker (Vašek Votava)                                           |
| 23:00 – 0:00  | Sobota: Bassmachine              | Dj Basslicker (Vašek Votava)                                           |
| 20:00 - 0:00  | Neděle: Jukebox                  | Magda Wronková                                                         |

## Vysílače
| Lokalita                   | Vysílač                          | Kmitočet  | Výkon    | Polarizace   |
| -------------------------- | -------------------------------- | --------- | -------- | ------------ |
| Berounsko                  | Beroun - Záhrabská               | 106,3 MHz | 100 W    | vertikální   |
| Blansko                    | Blansko                          | 104,1 MHz | 100 W    | vertikální   |
| Boskovice                  | Boskovice                        | 89,4 MHz  | 501 W    | vertikální   |
| Břeclav                    | Břeclav - město                  | 107,1 MHz | 100 W    | vertikální   |
| Brno                       | Brno - Hády                      | 88,3 MHz  | 10 kW    | horizontální |
| Bruntál                    | Bruntál - město                  | 89,9 MHz  | 199 W    | vertikální   |
| Česká Lípa                 | Česká Lípa - město               | 102,6 MHz | 199 W    | vertikální   |
| České Budějovice           | České Budějovice                 | 87,8 MHz  | 100 W    | vertikální   |
| Český Krumlov              | Český Krumlov                    | 99,3 MHz  | 1 kW     | vertikální   |
| Cheb                       | Cheb - Špitálský vrch            | 93,6 MHz  | 100 W    | vertikální   |
| Chomutov                   | Chomutov - město                 | 97,1 MHz  | 100 W    | vertikální   |
| Dačice                     | Dačice                           | 89,0 MHz  | 501 W    | vertikální   |
| Děčín                      | Děčín - město                    | 97,1 MHz  | 100 W    | vertikální   |
| Domažlice                  | Domažlice - Vavřinec             | 97,4 MHz  | 199 W    | vertikální   |
| Havlíčkův Brod             | Havlíčkův Brod                   | 101,3 MHz | 100 W    | vertikální   |
| Hodonín                    | Hodonín - Doly                   | 101,1 MHz | 100 W    | vertikální   |
| Hradec Králové a Pardubice | Hradec Králové – Hoděšovice      | 91,1 MHz  | 1 kW     | vertikální   |
| Jihlava                    | Jihlava - Holý vrch              | 107,7 MHz | 501 W    | vertikální   |
| Jindřichův Hradec          | Jindřichův Hradec                | 99,1 MHz  | 398 W    | vertikální   |
| Jižní a Střední Čechy      | Votice - Mezivrata               | 97,7 MHz  | 50,1 kW  | horizontální |
| Karlovy Vary               | Karlovy Vary - Bohatice          | 101,0 MHz | 199 W    | vertikální   |
| Klatovy                    | Klatovy - Doubrava               | 92,9 MHz  | 501 W    | vertikální   |
| Kutná Hora                 | Kutná Hora - Kaňk                | 90,2 MHz  | 1 kW     | vertikální   |
| Liberec                    | Liberec - Výšina                 | 90,7 MHz  | 501 W    | vertikální   |
| Lipník nad Bečvou          | Hranice - Slavíč                 | 97,3 MHz  | 199 W    | vertikální   |
| Litoměřice a Lovosice      | Lovosice - Silo                  | 97,5 MHz  | 100 W    | vertikální   |
| Litomyšl                   | Litomyšl - Nedošín               | 89,3 MHz  | 199 W    | vertikální   |
| Louny                      | Dobroměřice - Červený vrch       | 107,0 MHz | 100 W    |              |
| Mariánské Lázně            | Mariánské Lázně - Úšovice        | 90,5 MHz  | 100 W    | vertikální   |
| Mělník                     | Mělník - Hotel Ludmila           | 106,3 MHz | 100 W    | vertikální   |
| Mladá Boleslav             | Mladá Boleslav - Doubek          | 92,9 MHz  | 1 kW     | vertikální   |
| Mohelnice                  | Mohelnice - Podolí (vodárna)     | 96,2 MHz  | 199 W    | vertikální   |
| Moravskoslezský kraj       | Frýdek-Místek - Kubánkov         | 101,1 MHz | 1 kW     | vertikální   |
| Most                       | Most                             | 105,1 MHz | 100 W    | vertikální   |
| Náchod                     | Náchod - Na čapovské             | 107,1 MHz | 100 W    | vertikální   |
| Olomoucko                  | Olomouc - Regionální centrum     | 106,1 MHz | 436 W    | vertikální   |
| Opavsko                    | Opava - město                    | 100,0 MHz | 199 W    | vertikální   |
| Ostrava                    | Ostrava - Slezská Ostrava        | 89,8 MHz  | 50 W     | vertikální   |
| Pelhřimov                  | Pelhřimov - Vlásenická (vodárna) | 101,2 MHz | 100 W    | vertikální   |
| Písek                      | Písek - Hradiště (vodojem)       | 92,6 MHz  | 199 W    | vertikální   |
| Plzeň                      | Plzeň - centrum (Bohemia)        | 98,2 MHz  | 199 W    | vertikální   |
| Prachatice                 | Prachatice - město               | 101,4 MHz | 100 W    | vertikální   |
| Praha                      | Praha - Strahov                  | 98,1 MHz  | 1,995 kW | vertikální   |
| Příbram                    | Příbram - město                  | 107,9 MHz | 199 W    | vertikální   |
| Rumburk                    | Rumburk - město                  | 92,4 MHz  | 100 W    | vertikální   |
| Rychnov nad Kněžnou        | Rychnov nad Kněžnou - město      | 90,1 MHz  | 50 W     | vertikální   |
| Sokolov                    | Sokolov - sídliště Michal        | 87,6 MHz  | 100 W    | vertikální   |
| Strakonice                 | Strakonice I                     | 102,0 MHz | 199 W    | vertikální   |
| Svitavy                    | Svitavy - Opatov                 | 90,8 MHz  | 199 W    | vertikální   |
| Šumperk                    | Šumperk - Kolšov                 | 96,5 MHz  | 1 kW     | vertikální   |
| Teplice                    | Teplice                          | 97,4 MHz  | 100 W    | vertikální   |
| Třebíč                     | Třebíč                           | 92,4 MHz  | 100 W    | vertikální   |
| Třinecko                   | Třinec                           | 106,1 MHz | 199 W    | vertikální   |
| Trutnov                    | Trutnov                          | 89,4 MHz  | 199 W    | vertikální   |
| Turnov                     | Turnov                           | 100,9 MHz | 199 W    | vertikální   |
| Uherské Hradiště           | Uherské Hradiště                 | 96,5 MHz  | 50 W     | vertikální   |
| Uherský Brod               | Uherský Brod - Vodárna           | 98,9 MHz  | 100 W    | vertikální   |
| Ústí nad Labem             | Ústí nad Labem - Stříbrníky      | 99,8 MHz  | 199 W    | vertikální   |
| Valašské Meziříčí          | Valašské Meziříčí - Štěpánov     | 88,5 MHz  | 100 W    | vertikální   |
| Velké Meziříčí             | Velké Meziříčí                   | 88,7 MHz  | 199 W    | vertikální   |
| Vsetín                     | Vsetín                           | 88,5 MHz  | 100 W    | vertikální   |
| Vyškov                     | Vyškov                           | 104,1 MHz | 199 W    | vertikální   |
| Západní Čechy              | Plzeň - Radeč                    | 90,0 MHz  | 10 kW    | horizontální |
| Žďár nad Sázavou           | Žďár nad Sázavou                 | 94,8 MHz  | 251 W    | vertikální   |
| Zlín                       | Zlín - Tlustá hora               | 90,3 MHz  | 2,754 kW | horizontální |
| Znojmo                     | Znojmo - Deblínek                | 90,9 MHz  | 501 W    | vertikální   |

| Název                        | Bitrate kbit/s | Zdrojové kódování audia | Mód zvuku | Typ programu |               |
| ---------------------------- | -------------- | ----------------------- | --------- | ------------ | ------------- |
| Radio Kiss                   | 48             | HE-AAC v2               | Stereo    | Pop Music    |               |
| Vysílač                      | Kanál          | Kmitočet                | Výkon     | Polarizace   | Poznámky      |
| Beroun - vrch Děd            | 11D            | 222,064 MHz             | 316 W     | vertikální   |               |
| Brno - Hády                  | 7C             | 192,352 MHz             | 10 kW     | vertikální   |               |
| Brno - Kojál                 | 7C             | 192,352 MHz             | 10 kW     | vertikální   |               |
| České Budějovice - Kleť      | 10C            | 213,360 MHz             | 20 kW     | vertikální   |               |
| Čtyřkoly - Dubsko            | 11D            | 222,064 MHz             | 199 W     | vertikální   |               |
| Cheb - Zelená hora           | 11B            | 218,640 MHz             | 2 kW      | vertikální   | v plánu       |
| Chomutov - Jedlová hora      | 11B            | 218,640 MHz             | 5 kW      | vertikální   | v plánu       |
| Jáchymov - Klínovec          | 11B            | 218,640 MHz             | 10 kW     | vertikální   |               |
| Jeseník - Praděd             | 11B            | 218,640 MHz             | 10 kW     | vertikální   |               |
| Jihlava - Javořice           | 7B             | 190,640 MHz             | 10 kW     | vertikální   | v plánu 20 kW |
| Jihlava - Rudný              | 7B             | 190,640 MHz             | 1 kW      | vertikální   |               |
| Kácov - Zliv                 | 11D            | 222,064 MHz             | 199 W     | vertikální   |               |
| Klatovy - Barák              | 11B            | 218,640 MHz             | 10 kW     | vertikální   |               |
| Křoví - rozcestí             | 7B             | 190,640 MHz             | 199 W     | vertikální   |               |
| Liberec - Ještěd             | 11B            | 218,640 MHz             | 10 kW     | vertikální   |               |
| Mechnov - Vrchy              | 11D            | 222,064 MHz             | 199 W     | vertikální   |               |
| Mikulov - Děvín              | 7C             | 192,352 MHz             | 10 kW     | vertikální   |               |
| Nový Jičín - Veselský kopec  | 11D            | 222,064 MHz             | 1 kW      | vertikální   |               |
| Olomouc - Radíkov            | 11B            | 218,640 MHz             | 1,995 kW  | vertikální   |               |
| Ostrava - Hošťálkovice       | 11D            | 222,064 MHz             | 10 kW     | vertikální   |               |
| Pardubice - Krásné           | 11A            | 216,928 MHz             | 10 kW     | vertikální   |               |
| Plzeň - Krašov               | 11B            | 218,640 MHz             | 20 kW     | vertikální   | v plánu       |
| Plzeň - Radeč                | 11B            | 218,640 MHz             | 10 kW     | vertikální   |               |
| Pozořice - Poustka           | 7C             | 192,352 MHz             | 199 W     | vertikální   |               |
| Praha - Mahlerovy sady       | 11D            | 222,064 MHz             | 20 kW     | vertikální   |               |
| Rosice - Obora               | 7C             | 192,352 MHz             | 199 W     | vertikální   |               |
| Sušice - Svatobor            | 11B            | 218,640 MHz             | 10 kW     | vertikální   | v plánu       |
| Svitavy – Kamenná horka      | 11A            | 216,928 MHz             | 2 kW      | vertikální   | v plánu       |
| Tachov - Rozsocha            | 11B            | 218,640 MHz             | 1 kW      | vertikální   |               |
| Tasov - Za šibenicí          | 7B             | 190,640 MHz             | 316 W     | vertikální   |               |
| Trutnov - Černá hora         | 11D            | 222,064 MHz             | 10 kW     | vertikální   |               |
| Ústí nad Labem - Buková hora | 11B            | 218,640 MHz             | 10 kW     | vertikální   |               |
| Valašské Meziříčí - Radhošť  | 11D            | 222,064 MHz             | 2,5 kW    | vertikální   |               |
| Velké Meziříčí - Fajtův vrch | 7B             | 190,640 MHz             | 199 W     | vertikální   |               |
| Votice - Mezivrata           | 10C            | 213,360 MHz             | 10 kW     | vertikální   |               |
| Zlín - Tlustá hora           | 7C             | 192,352 MHz             | 10 kW     | vertikální   |               |